# Gobernación de Dhamar
La gobernación de Dhamar (en árabe: ذمار) es uno de los estados de Yemen. Tiene una superficie total de 9.495 km² y una población estimada de alrededor de millón y medio de personas.
Dhamar es la gobernación más elevada de Yemen con la mayor parte de su territorio sobre 2.500 metros. El clima, aunque siendo caluroso durante el día, con máximas de entre 25 y 30 °C, las heladas son muy comunes en las noches durante los meses del invierno. Existe muy poca precipitación pluvial en esta región, siendo los meses de verano, especialmente en julio y agosto, cuando más lluvias caen.
Dhamar es una región agrícola importante, situada entre dos de las mayores ciudades de Yemen, Saná y Taiz. La capital, Dhamar, es célebre por haber sido la única ciudad de la antigua Yemen del Norte que no estaba amurallada.
Esta región es un centro importante para la rama zaidí del Islam, una secta chiita que durante mucho tiempo ha ejercido una gran influencia en Yemen. Los reinos preislámicos de Saba, Qataban y Himyar tenían sus capitales dentro de la actual área de Dhamar.
- Datos: Q328193
- Multimedia: Dhamar Governorate / Q328193